# Ecliptopera zophera
Ecliptopera zophera es una especie de polilla de la familia Geometridae. La especie fue descrita por primera vez por Louis Beethoven Prout en 1931 con distribución en la India. El holotipo de la especie fue descrita en Cherrapunji.